# فیزیک مهندسی
فیزیک مهندسی میان‌رشته‌ای است نوپا که تلفیقی از علم فیزیک و علوم مهندسی است که هدف آن توسعهٔ پایه‌های نظری برای تحلیل پدیده‌های علمی و کاربردهای مهندسی آن‌ها، آینده‌پژوهی در فناوری، و انتقال فناوری‌های نو به دنیای صنعت است.
آرمان این رشته آن است که دانشجویان ویژگی‌های مثبت یک مهندس و یک دانشمند را توأمان بدست آورند.
اهمیت علم فیزیک با تمام گستردگی و کاربردهای فراوان آن در جامعه ایران ناشناخته مانده‌است و اغلب انتخاب این رشته را مساوی با شغل دبیری می‌دانند در صورتی که در جامعهٔ بین‌المللی چنین نیست. پیشرفت‌های صنعتی مرهون همکاری فیزیکدانان و مهندسین است. فیزیک مهندسی این همکاری‌ها را میسر می‌سازد.
هدف از این رشته آماده‌سازی فارغ‌التحصیلانی است که علاوه بردانستن فیزیک و مباحث پیشرفتهٔ آن با کاربردهای فیزیک نیز آشنا بوده و توانایی مهندسی و ارائه طرح‌های صنعتی در زمینهٔ فیزیک جدید را داشته باشند.

## گرایش‌ها
فیزیک مهندسی دارای گرایش‌های متعددی است از جمله:

### محاسبات و اطلاعات کوانتومی
در فیزیک و علوم کامپیوتر، اطلاعات کوانتومی اطلاعاتی است که در حالت یک سیستم کوانتومی نگه داری می‌شود. اطلاعات کوانتومی موضوع بنیادین مطالعه در نظریه اطلاعات کوانتومی است و می‌تواند با استفاده از تکنیک‌های مهندسی ای که به عنوان پردازش اطلاعات کوانتومی شناخته می‌شود، دستکاری شود. اطلاعات کلاسیک می‌تواند توسط کامپیوترهای دیجیتال پردازش شود، از محلی به محل دیگر منتقل شود، به وسیلهٔ الگوریتم‌ها دستکاری شود، و با ریاضیات علوم کامپیوتر تجزیه و تحلیل شود، به همین صورت مفاهیم مشابهی دربارهٔ اطلاعات کوانتومی صادق است. در حالی که واحد پایه اطلاعات کلاسیک بیت است، در اطلاعات کوانتومی واحد پایه کیوبیت است.

### ذرات، شتابدهنده‌ها و هسته ای
مهندسی ذرات، شتابدهنده‌ها و هسته ای شاخه‌ای از فیزیک مهندسی است که به کاربرد شکستن هسته‌های اتمی یا ترکیب هسته‌های اتمی یا کاربرد سایر فرآیندهای زیر اتمی و شتابدهنده در ذرات بر اساس اصول فیزیک هسته‌ای مربوط می‌شود.

### ماده چگال و حالت جامد

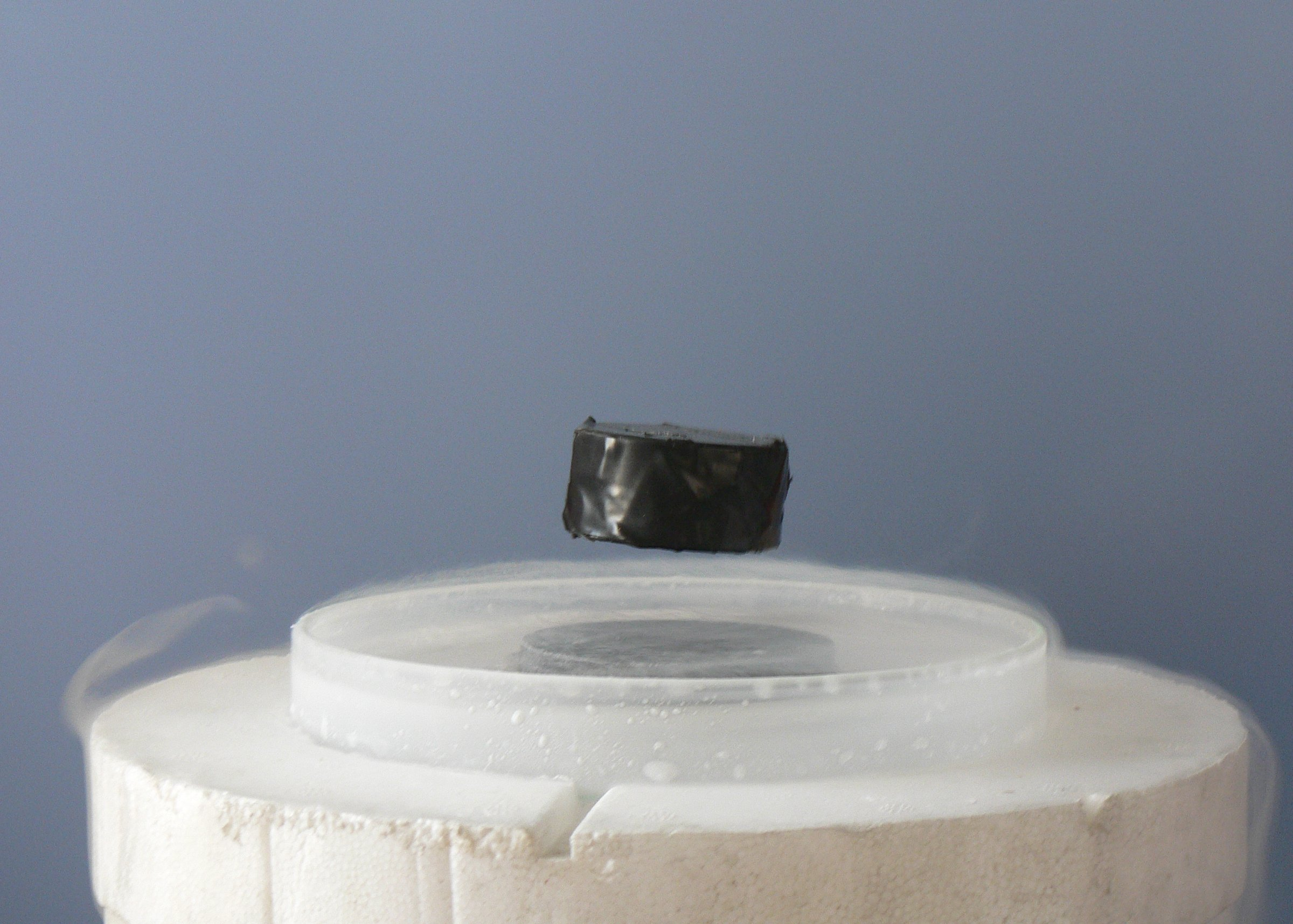
یک آهنربا بالای یک ابررسانای دمای بالا، سرد شده توسط نیتروژن مایع

ماده چگال یکی از گسترده‌ترین شاخه‌های فیزیک است. این شاخه دربارهٔ چگونگی تشکیل مواد با در نظر گرفتن تمام جزییات حاکم بر طرز قرار گرفتن اتمها بحث می‌کند. خواص فیزیکی هرگونه جسم فیزیکی (فلز یا غیر فلز)، مورد بحث این شاخه است.
در بحث حالت جامد، اجسام به چهار دسته تقسیم می‌شوند:
1. رسانا
2. نیمرسانا
3. نارسانا
4. ابررسانا

این زمینه‌های تحقیقاتی، در مقاطع تحصیلات تکمیلی تحت عنوان ادوات الکترونیک و در برخی کشورها تحت عنوان مهندسی ماده چگال و حالت جامد ارائه می‌شوند؛ که از جمله می‌توان به تلاش‌های خانم منیژه رازقی در دانشگاه Northwestern اشاره کرد.
Fundamentals of Solid State Engineering

### اتمی، مولکولی و پلاسما

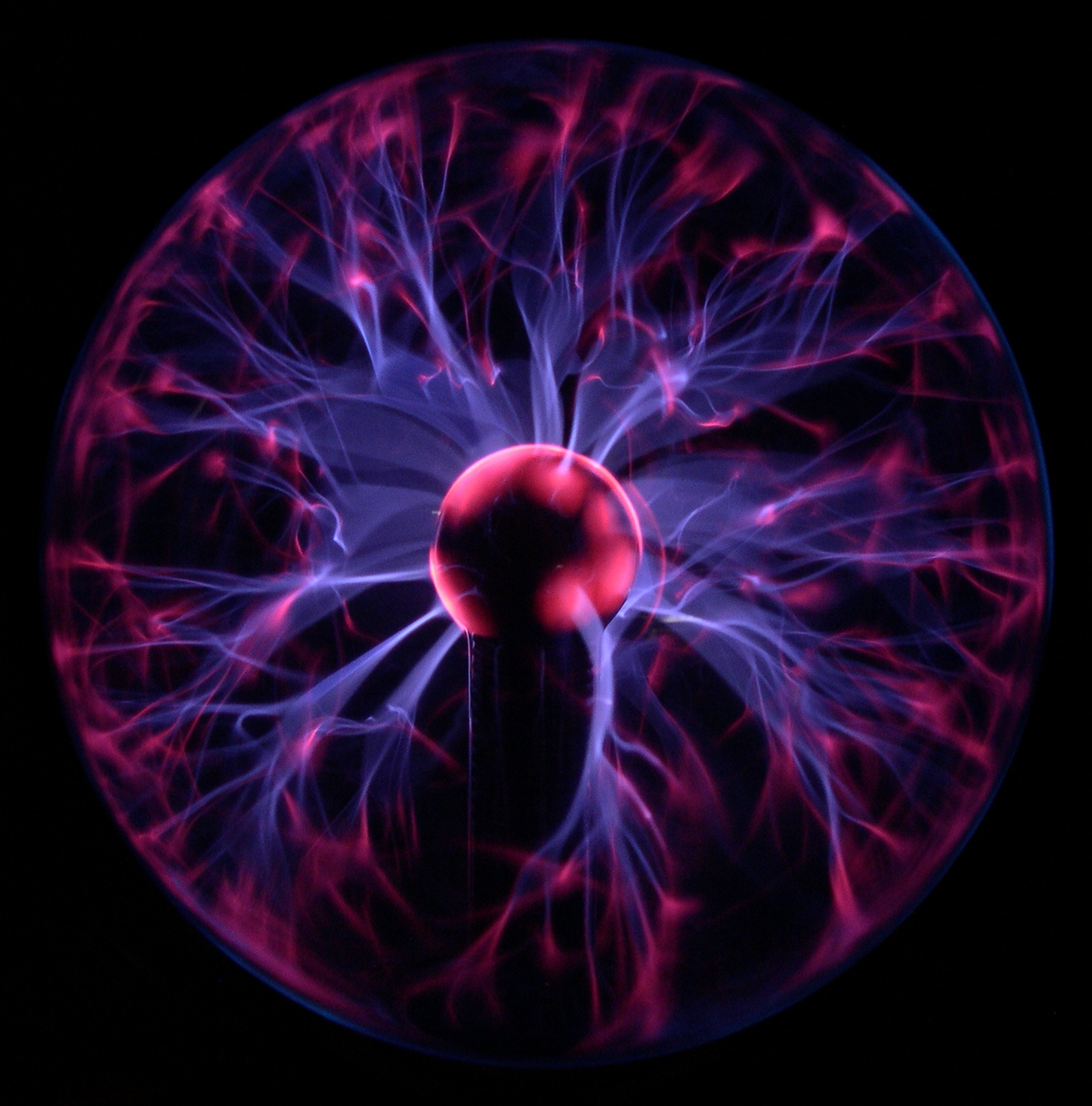
نمونه‌ای از یک لامپ پلاسما

پلاسما گاز شبه خنثایی از ذرات باردار و خنثی است که رفتار جمعی از خود ارائه می‌دهد. واژه پلاسما به گاز یونیزه‌شده‌ای گفته می‌شود که همه یا بخش قابل توجهی از اتم‌های آن یک یا چند الکترون از دست داده و به یونهای مثبت تبدیل شده باشند. یا به گاز به شدت یونیزه‌شده‌ای که تعداد الکترون‌های آزاد آن تقریباً برابر با تعداد یون‌های مثبت آن باشد، پلاسما گفته می‌شود. به این رشته مهندسی پلاسما نیز گفته می‌شود.

### لیزر، اپتیک و فوتونیک

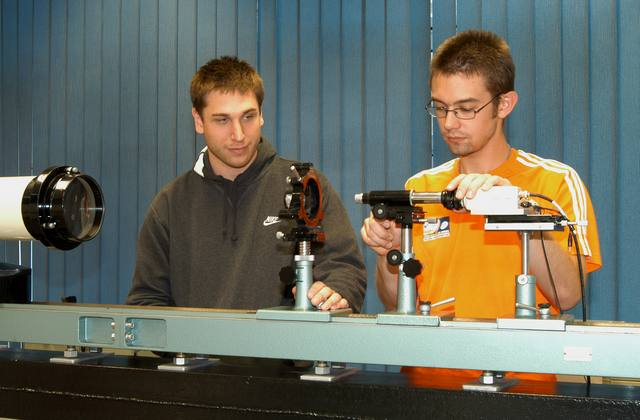

مهندسی فوتونیک از علوم مهندسی علم مطالعه خواص نور را می‌گویند.
لیزر از پرتوهایی است که در صنعت، پزشکی، هنر و … به خوبی به کار گرفته می‌شود و بر اثر تقویت نور گسیل شده القایی به دست می‌آید.
دانش اپتیک و لیزر پیشرفت‌های فراوانی در دهه‌های اخیر داشته‌است. با توجه به آیندهٔ درخشان و کاربردهای روزافزون آن، تربیت کادر متخصص که آشنا به زیر بناهای نظری و مسلط به مبانی عملی باشند، لازم به نظر می‌رسد. دورهٔ کارشناسی مهندسی اپتیک و لیزر به منظور آموزش مبانی علمی اپتیک و کاربرد آن در تجهیزات اپتیکی، اپتوالکترونیکی و لیزری تدوین شده‌است. در فناوری پیشرفته و به ویژه در صنایع دفاعی، تولید، انتشار و به‌کارگیری نور، آشکارسازی آن در نواحی مختلف بینایی و برهم‌کنش نور با ماده مسائل مهم به‌شمار می‌آیند. در این راستا به متخصصینی که بتوانند همکاری لازم را در طراحی و محاسبات ساخت و نگهداری تجهیزات اپتیکی، اپتو الکترونیکی و لیزری به عهده گیرند، به شدت احساس می‌شود.
فیزیک مهندسی رشته مشکلی می‌باشد، اولین شرط موفقیت دانشجویان این است که دانشجو تمام وقت مفید خود را صرف مطالعه و تحقیق نماید. داشتن پایهٔ قوی در دروس فیزیک و ریاضیات لازم می‌باشد، شرط دیگر داشتن ایده و ابتکار برای حل مسائل فنی و صنعتی با استفاده از نتایج فیزیک است مانند به کار بردن نتایج فیزیک حالت جامد در طراحی قطعات الکترونیک و کامپیوتر یا به کار بردن پلاسما و لیزر در صنعت.

## توانایی‌های فارغ التحصیلان و زمینه‌های شغلی
در اکثر وسائل دقیق اندازه‌گیری از روش‌های فیزیکی یا حسگرها استفاده می‌شود که طراحی و ساخت آن‌ها در حوزهٔ فیزیک جدید است و همچنین است قطعاتی که در الکترونیک و کامپیوتر به کار می‌روند و تهیه و توزیع خواص نانومواد. ارائهٔ ایده و طرح و آزمایش در این موارد و موارد مشابه از قابلیت‌های دانش آموختگان فیزیک مهندسی است.
دانش آموختگان این رشته می‌توانند در صنایع قطعات الکترونیک، صنایع اپتیک و لیزر، قطعات و اجزای کامپیوتر در مؤسسات دولتی و خصوصی مانند وزارت نیرو، مخابرات، انرژی اتمی، صنایع الکترونیک، صنایع اتومبیل‌سازی به کار مشغول شوند. همچنین ساخت و بررسی تارهای اپتیکی که در مخابرات به کار می‌روند، تخصص در کاربردهای مختلف پلاسما و لیزر در صنعت و پزشکی، طراحی و ساخت لوازم اپتیکیف طراحی و ساخت لامپ‌های مختلف دشارپ الکتریکی، طراحی و ساخت آهنرباهای لازم در سیستم‌های الکترومغناطیسی و کلیدهای خودکار از ضروریات صنعت کشورند که در حوزهٔ تخصصی این رشته می‌باشند.

## وضعیت ادامه تحصیل در مقاطع بالاتر
فارغ التحصیلان مقطع کارشناسی فیزیک مهندسی می‌توانند در آزمون کاشناسی ارشد ناپیوسته رشته‌های زیر ادامه تحصیل دهند:
فیزیک، فوتونیک، ژئوفیزیک، هواشناسی، مهندسی برق و سایر مهندسی‌های دیگر مانند مواد، مکانیک و صنایع